# Корюков, Юрий Юрьевич
Юрий Юрьевич Корюков (13 июня 1955, Уфа) — советский футболист, нападающий и полузащитник.

## Биография
Воспитанник омского футбола. В 1974 году дебютировал на взрослом уровне в составе местного «Иртыша» во второй лиге, провёл в команде два с половиной сезона. Отличался созидательной работой, видением поля, хорошо уходил в отрыв для приёма мяча.
В 1976 году перешёл в кемеровский «Кузбасс», выступавший в первой лиге, и отыграл в нём полтора года. Участвовал в самом знаменитом матче команды 24 мая 1977 года, в котором «Кузбасс» обыграл московский «Спартак» со счётом 4:0.
Затем выступал за кишинёвский «Нистру» и одесский СКА, в этих клубах его игра была более результативной. Дважды подряд, в 1980 и 1981 годах, забивал по 15 мячей за сезон в первой лиге.
В 1982 году перешёл в московское «Торпедо». Дебютировал в составе автозаводцев 20 февраля 1982 года в матче Кубка СССР против «Факела», заменив на 39-й минуте Юрия Суслопарова. В высшей лиге сыграл первый матч 26 марта 1982 года против «Пахтакора», вышел в стартовом составе и был заменён на 72-й минуте на Анатолия Раденко. Всего в составе «Торпедо» сыграл 6 матчей в чемпионате страны (ни один из них не отыграл полностью) и 7 матчей (1 гол) в Кубке СССР. Летом 1982 года перешёл в столичный «Локомотив», в его составе сыграл 19 матчей и забил один гол в первой лиге. В 1983 году снова был в заявке «Торпедо», но ни одного матча не сыграл.
В 1984—1985 годах выступал за «Колос» (Никополь), затем играл за команду Южной группы войск (Венгрия).
В сезоне 1989/90 сыграл 4 матча в высшем дивизионе Венгрии за будапештский клуб «Чепель».
После окончания карьеры живёт в Венгрии.

## Личная жизнь
По состоянию на 1982 год был женат, имел дочь. Состоял в ВЛКСМ (с 1969).
Брат Александр (1959—2017) тоже был футболистом, сыграл 372 матча за омский «Иртыш».